# Sébastien Locigno
Sébastien Locigno, né le 2 mars 1995 à Jette en Belgique, est un footballeur belge. Il évolue  au poste d'arrière latéral droit.

## Biographie

### En club

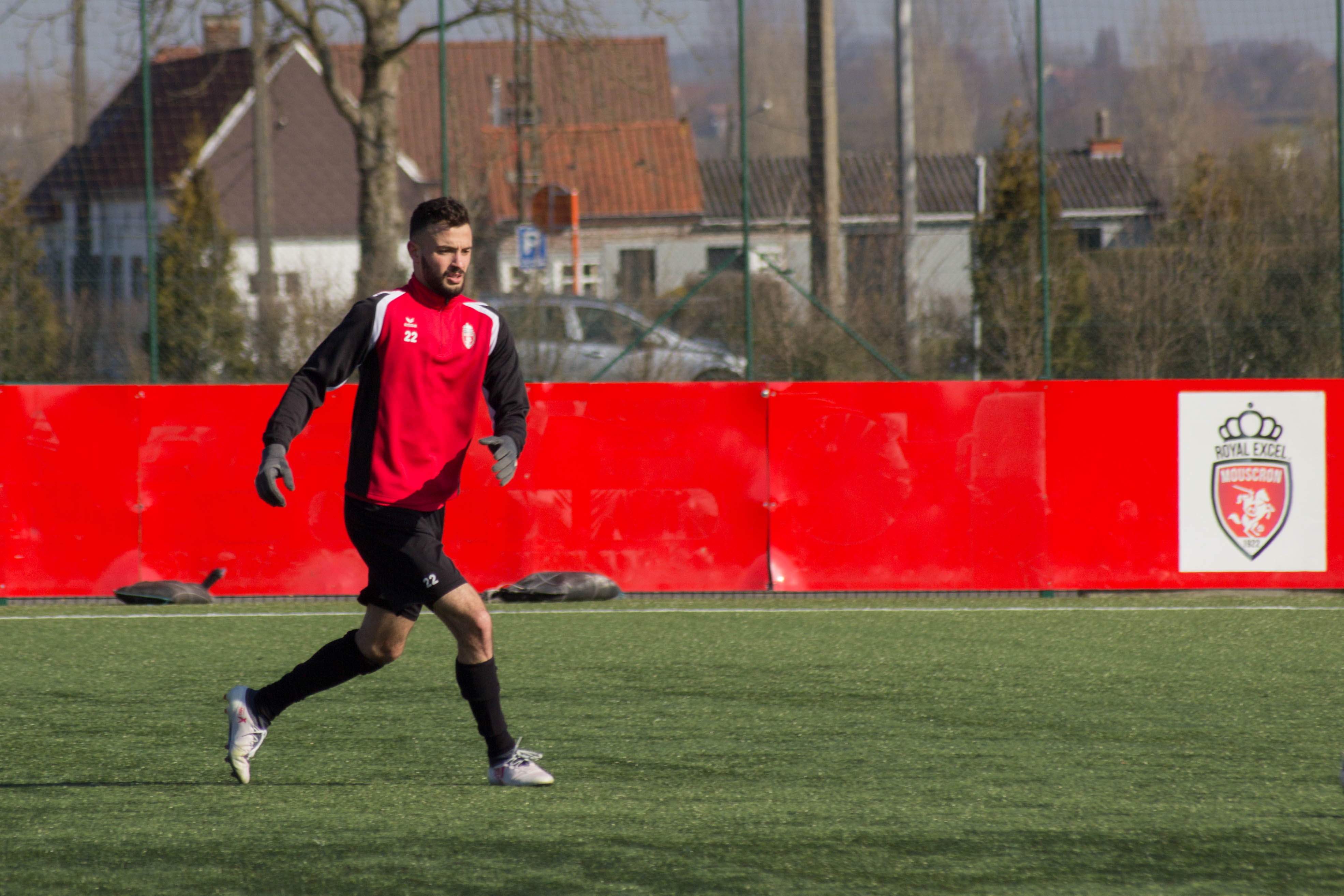
Sébastien Locigno à l'entraînement avec le Royal Excel Mouscron en février 2018

Après des passages dans chez les jeunes du RSC Anderlecht et du Standard Liège, Locigno se retrouve à La Gantoise en juillet 2013, où il signe un contrat jusqu'à la mi-2016. Après avoir été sélectionné à deux reprises (contre Waasland-Beveren et contre le Club Bruges), il obtient ses premières minutes de jeu en Division 1, lors d'un match contre le RAEC Mons. Il remplace Yaya Soumahoro à la 59ème minute.

### En équipe nationale
Avec les moins de 17 ans, il participe au championnat d'Europe des moins de 17 ans en 2012. Lors de cette compétition, il joue trois matchs : contre la Pologne, les Pays-Bas, et la Slovénie.

## Statistiques
| Saison                | Club                   | Championnat           | Championnat | Championnat | Coupe(s) nationale(s) | Coupe(s) nationale(s) | Compétition(s) continentale(s) | Compétition(s) continentale(s) | Compétition(s) continentale(s) | Total | Total |
| Saison                | Club                   | Division              | M.          | B.          | M.                    | B.                    | Comp.                          | M.                             | B.                             | M.    | B.    |
| 2013-2014             | La Gantoise            | Division 1            | 10          | 0           | 1                     | 0                     | -                              | 0                              | 0                              | 11    | 0     |
| 2014-2015             | La Gantoise            | Division 1            | 4           | 0           | 0                     | 0                     | -                              | 0                              | 0                              | 4     | 0     |
| Sous-total            | Sous-total             | Sous-total            | 14          | 0           | 1                     | 0                     | -                              | 0                              | 0                              | 15    | 0     |
| 2014-2015             | KV Ostende             | Division 1            | 7           | 0           | 0                     | 0                     | -                              | 0                              | 0                              | 7     | 0     |
| 2015-2016             | KV Ostende             | Division 1            | 0           | 0           | 0                     | 0                     | -                              | 0                              | 0                              | 0     | 0     |
| Sous-total            | Sous-total             | Sous-total            | 7           | 0           | 0                     | 0                     | -                              | 0                              | 0                              | 7     | 0     |
| 2016-2017             | Go Ahead Eagles (prêt) | Eredivisie            | 15          | 0           | 1                     | 0                     | -                              | 0                              | 0                              | 16    | 0     |
| Sous-total            | Sous-total             | Sous-total            | 15          | 0           | 1                     | 0                     | -                              | 0                              | 0                              | 16    | 0     |
| 2017-2018             | RE Mouscron            | Division 1A           | 10          | 0           | 1                     | 0                     | -                              | 0                              | 0                              | 11    | 0     |
| Sous-total            | Sous-total             | Sous-total            | 10          | 0           | 1                     | 0                     | -                              | 0                              | 0                              | 11    | 0     |
| Total sur la carrière | Total sur la carrière  | Total sur la carrière | 46          | 0           | 3                     | 0                     | -                              | 0                              | 0                              | 49    | 0     |

## Palmarès
- La Gantoise
  - Championnat de Belgique
    - Champion : 2015